# Sânpetru
Sânpetru é uma comuna romena localizada no distrito de Brașov, na região histórica da Transilvânia. A comuna possui uma área de 30.74 km² e sua população era de 3759 habitantes segundo o censo de 2007.